# Ugglerydsgöl
Ugglerydsgöl är en sjö i Sävsjö kommun i Småland och ingår i Lagans huvudavrinningsområde. Sjön är 6 meter djup, har en yta på 0,017 kvadratkilometer och befinner sig 210 meter över havet.